# 斯諾馬斯 (科羅拉多州)
斯諾馬斯（英語：Snowmass）是位於美國科羅拉多州皮特金縣的一個非建制地區。該地的面積和人口皆未知。

## 地理
斯諾馬斯的座標為39°19′51″N 106°59′06″W / 39.33083°N 106.98500°W，而該地的平均海拔高度為2087米（即6847英尺）。